# Monasterio Réting

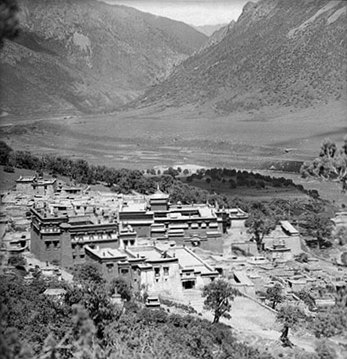
Monasterio Réting en 1950 antes de su destrucción. El templo principal y el salón de actos están en el centro del complejo coronado por un techo dorado. Foto tomada por Hugh Edward Richardson.

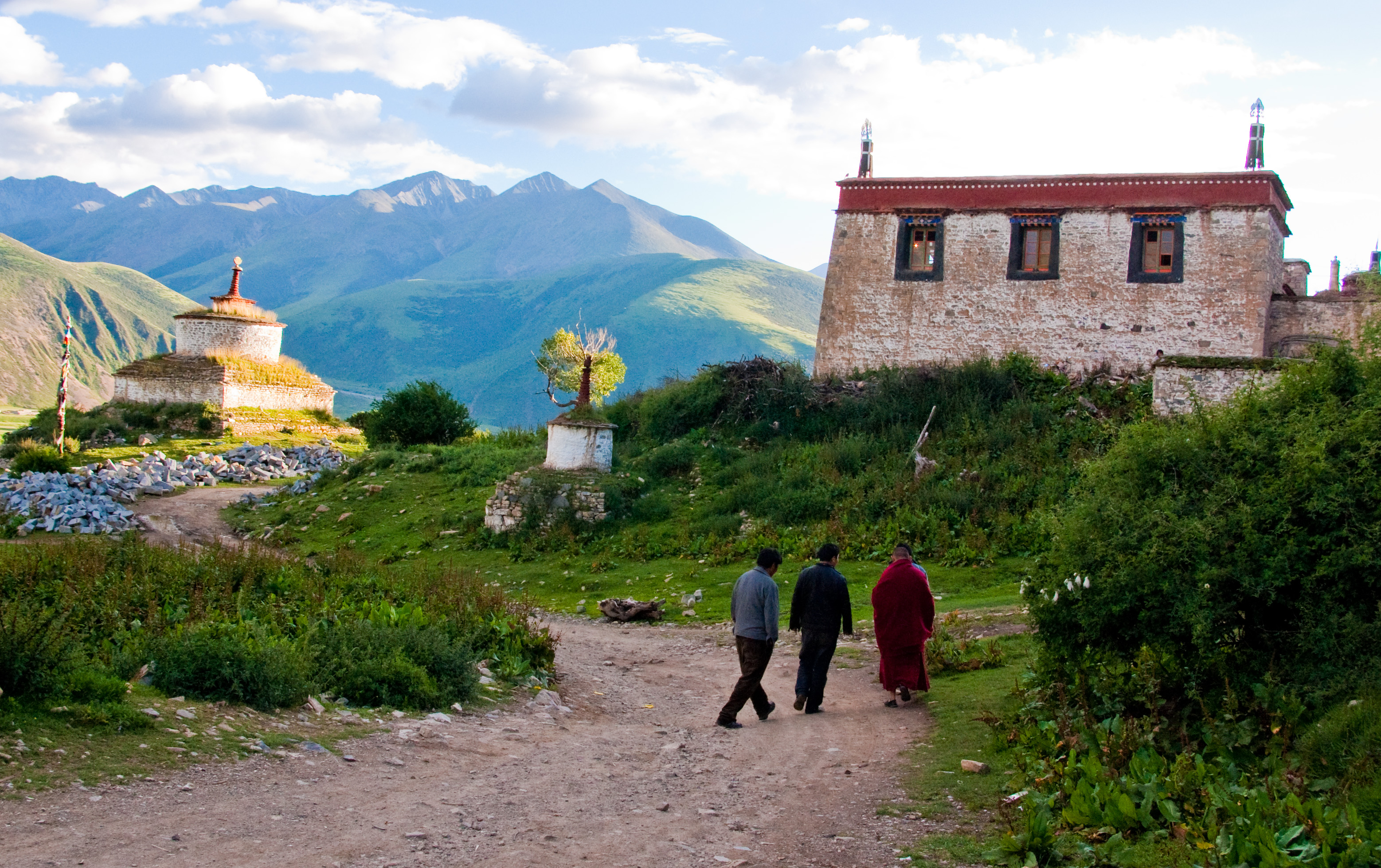
Monasterio Réting en 2009

Monasterio Réting (wylie: rwa sgreng gom pa) es un monasterio budista de importancia histórica en el condado de Lhünzhub en Lhasa, Ü-Tsang, Tíbet. También se escribe comúnmente "Radreng".

## Historia
El Monasterio Réting fue fundado en 1057 por Dromtön, el principal discípulo de Atiśa, en el valle de Réting Tsangpo, al norte de Lhasa, como sede del linaje Kadam del budismo tibetano. Trajo consigo algunas de las reliquias de Atiśa.
Je Tsongkhapa (1357-1419) reformó el Kadam, que luego se conoció como el linaje Gelug y Réting se convirtió en un importante monasterio Gelug, la sede del Réting Rinpoche.
Los Réting Rinpoches fueron responsables de la exitosa búsqueda y descubrimiento del 14.º Dalai Lama. Los Réting Rinpoches estuvieron entre los candidatos a Regente durante la minoría de edad de un Dalai Lama. Así, el Réting Rinpoche fue Regente entre 1845 y 1855 y, nuevamente, entre 1933 y 1947. El último Regente, el Quinto Réting Rinpoche, estuvo involucrado en la búsqueda del actual Dalai Lama y se convirtió en su Tutor principal, más tarde abdicó de su cargo y fue declarado culpable de colusión con los chinos y murió en una prisión tibetana en 1947. También destruyeron el Monasterio Gelug Réting y mataron a muchos en Lhasa. La confusión política que siguió ayudó al rápido colapso del Tíbet después de la invasión china.
El Sexto Réting Rinpoche murió en 1997. Los chinos anunciaron en enero de 2001 que se había elegido una nueva encarnación como el Séptimo Réting Rinpoche, solo dos días después de que el Karmapa comenzara su vuelo a la India. Esta encarnación no ha sido reconocida por el Dalai Lama que cree que es un peón en el intento de los chinos de controlar la religión budista en el Tíbet.
El Monasterio Réting fue devastado por los Guardias Rojos durante la Revolución Cultural y solo ha sido parcialmente restaurado.